# 군산중학교
군산중학교(群山中學校)는 대한민국 전북특별자치도 군산시 송풍동에 있는 공립 중학교이다.

## 학교 연혁
- 1923년 3월 29일 : 군산부 학교조합 설립인가
- 1923년 5월 23일 : 군산부 학교 개교
- 1988년 7월 20일 : 현 위치로 교사 이전
- 2015년 4월 1일 : 그린스쿨 조성사업 준공
- 2023년 3월 1일 : 제30대 권희숙 교장 부임
- 2024년 2월 8일 : 제97회 졸업식(200명) 총 인원 30,806명
- 2024년 3월 4일 : 신입생 197명 입학(22(1) 학급편성)

## 참고 자료
- 군산중학교 - 한국교육학술정보원 학교알리미